# Кожурла
Кожурла́ — село в Убинском районе Новосибирской области. Административный центр Кожурлинского сельсовета.

## География
Село расположено в Барабинской низменности, в 40 километрах к западу от села Убинское, в 250 километрах к западу от Новосибирска. Село имеет железнодорожную станцию на Транссибирской магистрали. Также рядом с населённым пунктом находится база запаса электропоездов. Рядом с селом проходит федеральная автомобильная дорога М-51 «Байкал».
Из достопримечательностей в селе есть деревянная водонапорная башня, расположенная рядом с железнодорожным вокзалом. Башня была построена в 1893—1896 годах. Также в Кожурле есть заросший Конский пруд, некогда бывший чистым водоёмом, а также фермерское хозяйство, ныне пребывающее в убытке (заброшено с 2008 года).

## Население
| 2002 | 2007  | 2010  |
| ---- | ----- | ----- |
| 1449 | ↗1465 | ↘1218 |

## История
При станции во время постройки железной дороги образовались два поселка — Св. Александры (прим. ныне — с. Кожурла) и Песчаный из переселенцев Тульской, Могилевской и Орловской губерний. При поселке Св. Александры была каменная церковно-приходская школа.
Согласно справочной книге по Томской Епархии за 1914 год при поселке Александровском (Св. Александры) существовала каменная однопрестольная церковь во имя святой Анны, построенная в 1899 году.
Состав прихода: с. Александровское, Каинского уезда, жел.-дор. ст. Кожурла, Сибирской железной дороги, переселенческие поселки: Пензенский, Георгиевский, Аристовский и Марковский. Прихожан — 2276 человек.
Причта по штату: один священник и один псаломщик. Священник Петр Иоанновъ Удинцев, 26 лет, окончил курс в Тобольской Духовной семинарии, на службе с 1909 года, рукоположён в сан священника в 1909 году, с того же времени и на настоящем месте. Исполняющий обязанности псаломщика Петр Лаврентиевич Гринченко, бывший учитель церковно-приходской школы; определён на настоящее место 13 ноября 1909 года (данные за 1914 год).
Церковно-приходская школа в с. Александровском была открыта в 1901 году. Учащихся в школе 31 человек (данные за 1914 год).